# كيفن فاغان
كيفن فاغان (بالإنجليزية: Kevin Fagan)‏ هو لاعب كرة قدم أمريكية أمريكي، ولد في 25 أبريل 1963 في ليك وورث في الولايات المتحدة.

## وصلات خارجية
- كيفن فاغان على موقع مرجع كرة القدم المحترفة.كوم (الإنجليزية)